# Detour Nunatak
Detour Nunatak är en nunatak i Antarktis. Den ligger i Östantarktis. Nya Zeeland gör anspråk på området. Toppen på Detour Nunatak är 1 606 meter över havet, eller 194 meter över den omgivande terrängen. Bredden vid basen är 4,5 km.
Terrängen runt Detour Nunatak är varierad. Trakten är obefolkad. Det finns inga samhällen i närheten. 